# Elster Group
Die Elster Group GmbH ist ein deutscher Hersteller von Messtechnik und anderen Lösungen für die Gas-, Elektrizitäts- und Wasseraufbereitungsindustrie mit Firmensitz in Mainz-Kastel. Heute ist das Unternehmen eine weiterhin teilweise eigenständig agierende Gesellschaft von Honeywell International.

## Geschichte

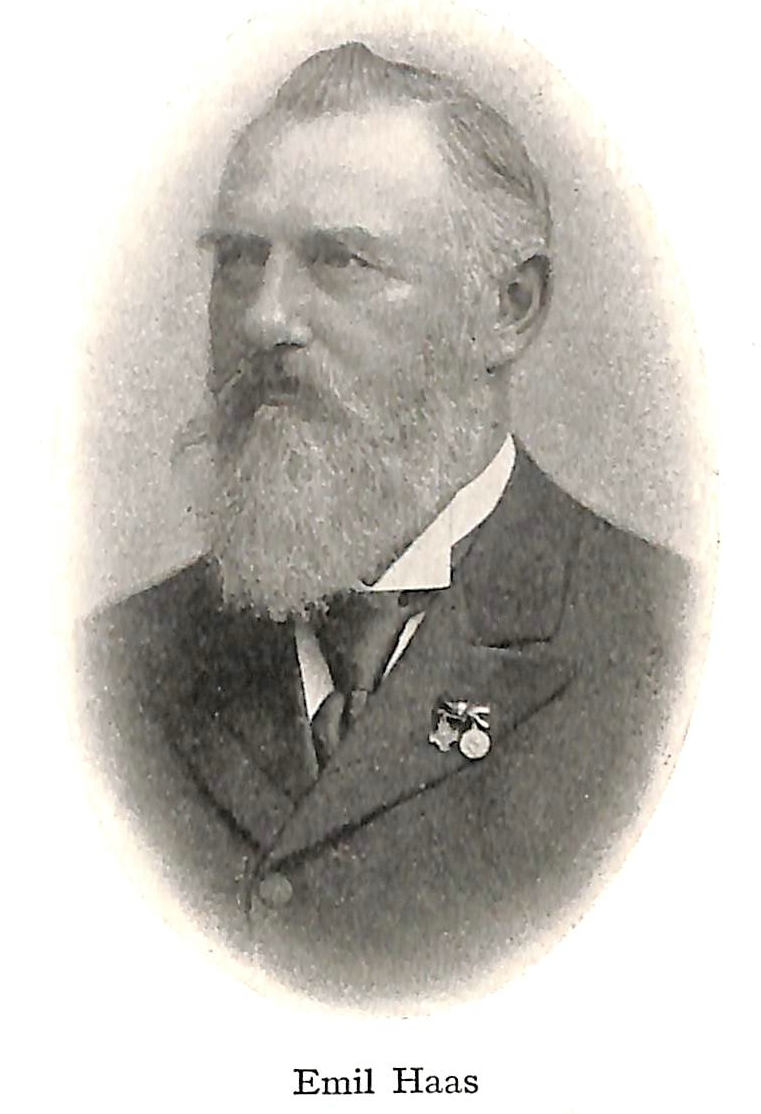
Emil Haas

Elster wurde 1848 von Johannes Siegmar Elster in Berlin gegründet. 1865 wurde das Unternehmen in Elster Kromschröder umbenannt. 1876 wurde das Werk in Mainz gebaut. Das Unternehmen firmierte anschließend als Gasmesserfabrik Elster & Cie mit rund 500 Mitarbeitern im Stammwerk in Mainz. Der Mitbegründer und Erfinder Ingenieur Emil Haas erhielt 1878 für das Elster Gasmessgerät (Balgengaszähler) ein Patent. Hauptsitz des Unternehmens blieb aber in Berlin. Der Standort Mainz galt rechtlich zunächst als Filiale. 1904 starb Emil Haas. 1906 waren neben seinen Erben Conrad Otto Ferdinand Elster und Johannes Ferdinand Siegmar Elster Gesellschafter. Spätestens 1906 firmierte der Mainzer Unternehmensteil als Gasmesserfabrik Mainz Elster & Co. ohne ausdrückliche Benennung als Filiale. Im März 1907 kam es in den Berliner Werksräumen, Lietzmannstraße 28, zu einer Gasexplosion mit mehreren Verletzten. Das Unternehmen entwickelte in dieser Zeit auch andere Geräte, etwa Geldzählmaschinen. Eine weitere Fabrik des Unternehmens bestand spätestens 1909 in Hamburg. Im November 1909 gab es bei einer Kesselexplosion im Berliner Werk unter der Adresse Neue Königstraße 68 einen Toten und mehrere Verletzte.
Während des Ersten Weltkriegs war das Unternehmen in die Rüstungsproduktion eingebunden, etwa in die Herstellung von Granatzündern. Auch Bauteile für Prothesen wurden entwickelt. Am 9. September 1917 starb der in Berlin lebende Miteigentümer Conrad Elster und im Mai 1920 der in Mainz lebende Ludwig Haas. 1927 erfolgte die Umwandlung der bisherigen Offenen Handelsgesellschaft in Mainz in eine Aktiengesellschaft unter der Firmierung Elster & Co. A.-G. in Mainz. In diesem Zusammenhang wurden zuvor gesellschaftsrechtlich eigenständigen Teilbetriebe unter dem Namen S. Elster bzw. Sigmar Elster in Insterburg (später unter Königsberg geführt), Hamburg und Dresden in die Gesellschaft eingebracht, die vorher zum Unternehmen S. Elster, Berlin gehört hatten. Ausländische Betriebe sowie die Firma S. Elster in Berlin wurden als Offene Handelsgesellschaften weitergeführt. Den Gründungsvorstand bildeten Johannes Elster, Berlin, und Alfred M. Knauer, Langenschwalbach. Gründungsaktionäre waren darüber hinaus Klara Elster, Witwe von Johannes Elster, sowie Eugenie Weichelt, Lotte Haas, Mathilde Knauer aus der Familie Haas. Die Geschäftsräume befanden sich 1935 in der Rheinallee 31 in Mainz.
Ab 1985 wurden die Elster Gasmessgeräte von denen der Ruhrgas vertrieben. Die Gasmessgerät bildeten den Kern der Sparte „Ruhrgas Industries“ der Ruhrgas mit Sitz in Essen, die ihrerseits aus einer langen Reihe von Firmenfusionen und Akquisitionen entstanden war.
Im September 2005 übernahm der Finanzinvestor CVC Ruhrgas Industries von E.ON und firmierte Ruhrgas Industries in Elster Group um. Elster wurde im Oktober 2010 als SE an der NYSE an die Börse gebracht. 2012 wurde Elster Group durch das britische Beteiligungsunternehmen Melrose durch ein öffentliches Übernahmeangebot erworben, nachdem Melrose die 64 % nach der Börseneinführung bei CVC verbliebenen Anteile erworben hatte (2,3 Milliarden US-$). Elster wurde anschließend in eine GmbH umgewandelt und der Sitz in den Wiesbadener Stadtteil Mainz-Kastel verlegt.
Die Gruppe hatte im Jahr 2014 nach eigenen Angaben mehr als 7000 Mitarbeiter und ist in 38 Ländern in Nord- und Südamerika, Europa und Asien aktiv.
Im Juli 2015 wurde Elster von der Honeywell-Gruppe für 5,1 Milliarden US-$ übernommen.
Innerhalb von Honeywell bilanziert die Elster GmbH weiterhin eigenständig. Mehrere Gesellschaften, Produkte und Dienstleistungen tragen die Bezeichnung Elster im Namen.